# Antefiks
Antefikser (lat.: 'hvad der er fæstet foran på noget') var i den antikke arkitektur de pandetegl med opretstående, i reglen palmetformede udsmykninger der var anbragt over templernes gesimser.
Antefikser findes allerede i meget gammel tid, og de pyntelige ornamenter bidrog til at mildne den doriske stils strenghed. Etruskerne brugte stærkt dekorerede antefikser. I ældre tider var de gerne af tegl ligesom tagstenene og polykrome; senere blev de ofte hugget i marmor (jf. akroterion).

## Galleri
| - Etruskiske antefikser på Metropolitan Museum of Art |